# Rade Jovanović
Radoslav - Rade Jovanović (Goražde, 15. travnja 1928. – Goražde, 15. travnja 1986.) je bosanskohercegovački glazbenik.  Iza imena Radoslava - Rade Jovanovića krije se jedan od najpoznatijih tekstopisaca, skladatelja i pjevača narodne glazbe Bosne i Hercegovine u čijoj je narodnoj glazbi ostavio neizbrisiv trag. 

## Djetinjstvo i Drugi svjetski rat
Rođen je 15. travnja 1928. godine u Goraždu. Školovao se u Goraždu i Priboju. Sudjelovao je u antifašističkoj borbi. Priključio se 2. proleterskoj brigadi. Iz tog vremena ostao je veliki broj pjesama posvećenih njegovim suborcima, kao što su Boško Buha i Sava Sirogojno, a od kojih je kasnije snimljena i LP. Iz svjetskog rata izašao je kao omladinac. Bio je prvi sekretar omladinske organizacije u Goraždu, a potom i oblasni sekretar u Banovićima. U Banovićima je uhićen i upućen na Goli otok, gdje je ostao osamnaest mjeseci. Pušten je teško bolestan i vratio se u Goražde. Zaposlio se kao referent za dječji dodatak, ali su ga zbog bolesti brzo umirovili. Uništen i fizički i psihički, progonjen od policije kao disident, pokušava se tješiti pjesmom.

## Stvarateljstvo
Pedesetih godina 20. stoljeća nastala je njegova prva pjesma u duhu narodnog melosa "Često mlađan prošetam kraj Drine". Napisao je, kako je kasnije kazao, u jednom dahu, u trenutku inspiracije, na običnoj kutiji cigareta. Počeo je pisati pjesme za odrasle i djecu. Među prvim pjesmama bila je "Na obali Drine" koju je otpjevao Zaim Zaim Imamović. Zatim je Nada Mamula otpjevala "Negdje u daljine", a pjesmu "Sjećaš li se ratni druže" i "Bolan ti ležim jarane" otpjevao je Gvozden Radičević. Uslijedila su sudjelovanja na festivalu Ilidža '64. gdje je pobijedio pjesmom "Jablani se povijaju", a koju je otpjevao Safet Isović. Pjesma je osvojila je nagradu žirija i publike za tekst i glazbu. Na tom festivalu Rade Jovanović sudjelovao je trima pjesmama i sve su osvojile neku nagradu. I na sljedećem festivalu Ilidža 1965. ponovo je osvojio nagradu za pjesmu. Pjesmu  "Ne pitaj me stara majko" otpjevao je Nedeljko Bilkić.
Onda nastaje zatišje jer je svoje prste izravno umiješala UDBA kojoj nije odgovaralo da bivši osuđenik s Golog otoka doživljava takav meteorski uspjeh i da njegove pjesme ulaze u narod i pjevaju se, pamte i nagrađuju. Postavljene su brojne prepreke kojima su vješto eskivirane pjesme Rade Jovanovića (Šemsudin Gegić je to potvrdio svojim dokumentarnim filmom "Državni neprijatelj broj 1" iz 2001.), ali Jovanović pokušava opstati povremeno snimajući. Snimljeno je puno Jovanovićevih pjesama za koje su mislili da su narodne i koje su dobile atribut narodnih još za Jovanovićevog života.
Safet Isović je prvi put otpjevao "Kad sretneš Hanku" na Beogradskom saboru 1970. Mnogi novinari su tada zapisali da je publika u Domu sindikata dugo prosvjedovala što je žiri pjesmi "Hanka" i Isoviću dodijelio tek treću nagradu. Međutim, ono što žiri nije učinio, učinili su kasnije ljubitelji sevdalinki, pa je "Hanka" postala hit nad hitovima. Sedam godina poslije glazbeni kritičari bivše Jugoslavije su u anketi Radio Beograda sevdalinku "Hanku" proglasili narodnom pjesmom desetljeća.
Kao autor i kao čovjek bio je inspiracija mnogim kazališnim i glazbenim autorima, koji su u njegovom životu i stvaralateljstvu našli izvor svojim filmovima, dokumentarnim i muzičkim serijama i radio emisijama, a posebno Šemsudin Gegić i Vehid Gunić.

## Festival pjesme i sevdaha "Rade Jovanović"
U znak sjećanja na poznatog goraždanskog pjesnika i skladatelja Rade Jovanovića u Goraždama se 18. lipnja 2005 i 2006. održao međunarodni festival pjesme i sevdaha  "Rade Jovanović Goražde 2005.".

## Pjesme
Napisao je preko 500 pjesama.
Rijeka Drina, Bosna i Hercegovina, priroda, ljudi i njihove sudbine bili su nepresušni izvor i stalna tema Radetovih pjesama, poput: 
- Jablani se povijaju
- Negdje u daljine
- Seja kose raspletala
- Malenim sokakom ne prolazim više
- Kad sretneš Hanku
- Prođoh Bosnom kroz gradove (koautorska s Dragišom Nedovićem)
- Šta se ovo Bosnom čuje
- Ne pitaj me stara majko
- Kad u maju ruže procvetaju
- Goražde jedino u srcu mom
- Na obali Drine
- Bolan ti ležim jarane
- U tuđoj zemlji (O rodni kraju)
- Još ove noći čaše nam dajte
- Sve što mine, povratka mu nema
- Ja sam momče sa planine, bosanče
- Sava Sirogojno
- Zdravo bili Krajišnici
- Susreo sam dragu nakon mnogo ljeta
- Čajniče se u beharu rascvalo
- Ne mogu te više svojom zvati
- Pomiluj mi pjesmo dušu

## Vanjske poveznice
- Uzgredni zapisi Vehida Gunića  Arhivirana inačica izvorne stranice od 17. prosinca 2013. (Wayback Machine)
- Mladi antifašisti - Rade Jovanović[neaktivna poveznica]
- Sve spremno za I međunarodni Festival pjesme i sevdaha „Rade Jovanović Goražde 2005.“
- Art Kuća Sevdaha  Arhivirana inačica izvorne stranice od 25. lipnja 2014. (Wayback Machine)
- Tema: Radoslav Rade Jovanović (1928—1986)  Arhivirana inačica izvorne stranice od 17. prosinca 2013. (Wayback Machine)
- Udruženje filmskih radnika Bosne i Hercegovine  - Šemsudin Gegić  Arhivirana inačica izvorne stranice od 21. veljače 2014. (Wayback Machine)